# Allison Tolman
Allison Cara Tolman (nascido em 18 de novembro de 1981) é uma atriz americana. Ela é conhecida por interpretar a policial Molly Solverson na série televisiva Fargo, série que lhe rendeu uma indicação ao prêmio Emmy Awards de Melhor Atriz Coadjuvante em minisserie ou telefilme, ganhou o Critics' Choice Television Award de Melhor Atriz Secundária em minissérie ou telefilme. Em 2021 viveu a personagem Alma Filcolt, na série "Porque as Mulheres Matam?"

## Filmografia

### Filmes
| Ano  | Título                     | Personagem      |
| ---- | -------------------------- | --------------- |
| 2009 | A Thousand Cocktails Later | Mandy           |
| 2015 | Addicted to Fresno         | Ruby            |
| 2015 | The Gift (filme de 2015)   | Lucy            |
| 2015 | Krampus                    | Linda           |
| 2017 | Barracuda                  |                 |
| 2017 | The House                  | Dawn Mayweather |
| 2017 | Killing Gunther            | Mia             |

### Televisão
| Ano       | Título                   | Personagem              |
| --------- | ------------------------ | ----------------------- |
| 2006      | Prison Break             | Nurse                   |
| 2008      | Sordid Lives: The Series | Tink                    |
| 2014–2015 | Fargo                    | Deputy Molly Solverson  |
| 2014      | The Mindy Project        | Abby Berman             |
| 2014      | Hello Ladies             | Kate                    |
| 2015      | Archer                   | Edie Poovey (voz)       |
| 2015      | Comedy Bang! Bang!       | Ellen                   |
| 2015      | Review                   | Marissa                 |
| 2016      | Mad Dogs                 | Rochelle                |
| 2016–2018 | Drunk History            | Vários personagens      |
| 2017      | Downward Dog             | Nan                     |
| 2017      | I'm Sorry                | Jennifer                |
| 2017      | Mosaic                   | Amy Lambson             |
| 2017–2018 | Me, Myself & I           | Sarah                   |
| 2018      | Brooklyn Nine-Nine       | Captain Olivia Crawford |
| 2018      | Good Girls               | Mary Pat                |
| 2018      | Castle Rock              | Molly's Sister          |
| 2019      | Emergence                | Jo                      |
| 2021      | Why Womam Kill           | Alma Filcolt            |